# Lepisiota rugithorax
Lepisiota rugithorax är en myrart som först beskrevs av Santschi 1930.  Lepisiota rugithorax ingår i släktet Lepisiota och familjen myror. Inga underarter finns listade i Catalogue of Life.